# Onthophagus veracruzensis
Onthophagus veracruzensis é uma espécie de inseto do género Onthophagus, família Scarabaeidae, ordem Coleoptera.
Foi descrita cientificamente por Delgado & Pensado em 1998.